# Danmarks Frihedsråd
Danmarks frihedsråd var en av de mest betydande motståndsorganisationerna mot nazisterna under andra världskriget.
Organisationen bildades 16 september 1943. I rådet ingick representanter för Frit Danmark, Dansk Samling, Danmarks Kommunistiske Parti samt en för Special Operations Executive. Det senare var en avdelning inom den brittiska militären som hade till uppgift att stödja motståndsrörelser mot nazisterna. Genom den hade organisationen även kontakt med danskar i exil.